# Giovanni Battista Castelli
Giovanni Battista Castelli (Bologna, ... – Sens, 27 agosto 1583) è stato un vescovo cattolico e diplomatico italiano.

## Biografia
Il padre Galeazzo, senatore a vita e conte di Rocca Comeda e Belvedere apparteneva a una famiglia nobile di lontane origini milanesi residente da alcuni secoli a Bologna. Il Castelli nacque da una relazione extraconiugale del padre, della madre non si hanno notizie.
Nel 1540 fu nominato canonico della cattedrale di Bologna. Terminato un percorso di studi giuridici presso l’università cittadina dal 1546 al 1551 insegnò diritto civile.
Successivamente, al seguito del cardinale Marcello Crescenzi prese parte ai lavori del Concilio di Trento in qualità di esperto di diritto canonico. Nel contempo ebbe anche incarichi diplomatici, curando i rapporti con gli inviati protestanti e in generale con i paesi di lingua tedesca. Prese parte alla seconda e alla terza sessione del Concilio.
Rientrato a Bologna collaborò con il vescovo della città Gabriele Paleotti, ma nel 1566 il cardinale Carlo Borromeo chiese di averlo al suo seguito a Milano. Ii Borromeo gli affidò l’incarico di vicario generale. Gli anni che seguirono furono segnati da una stretta collaborazione e intesa tra i due e dall’impegno del Castelli per rendere operativi i decreti del Concilio di Trento. 
Il 29 marzo 1578 papa Gregorio XIII nominò Giovanni Battista Castelli vescovo di Rimini. Preso servizio con il nuovo incarico, il vescovo iniziò una visita pastorale che toccò tutte le parrocchie della diocesi per applicarvi le disposizioni del concilio. Scopo del Castelli era di rimuovere tutti gli abusi nell'amministrazione dei sacramenti, nella condotta dei religiosi e rinforzare l’autorità dei vescovi. 
Nel contempo fu inviato da papa Gregorio XIII come visitatore apostolico, sempre allo scopo di rendere operative le disposizioni conciliari: nel 1575 presso le diocesi di Pisa, Pistoia, Lucca, nel 1576 in quelle di Siena e di Volterra, nel 1578 in quella di Parma e infine in 1579 in quelle di Piacenza e Crema.
Durante queste visite il Castelli produsse una grande quantità di verbali, da cui si percepisce la precisione, la conoscenza delle direttive conciliari, la capacità di concretizzarle, ma talvolta anche l’intransigenza di alcuni provvedimenti che finirono per inimicargli oltre al clero anche i potenti locali, come accadde in Toscana, da cui fu poi allontanato. Scopo delle visite era verificare che fossero state messe in pratica le disposizioni conciliari e correggere laddove fossero rimaste irregolarità o dove avesse riscontrato degli abusi. 
Nel 1580 Gregorio XIII decise di inviarlo in Francia con l’incarico di nunzio apostolico, dove però Castelli fu accolto con una certa ostilità. Il principale obiettivo dello Stato della Chiesa in quel momento era di evitare lo scoppio di un conflitto tra Francia e Spagna.
Un’altra questione spinosa che dovette affrontare il nunzio fu anche l’applicazione delle direttive del Concilio di Trento in Francia, contro le quali il sovrano e la Corte facevano da tempo opposizione. Innanzitutto, nel paese si preferiva tenere un atteggiamento più conciliante per non accentuare le divergenze tra cattolici e ugonotti e non incrinare l'unità della nazione. Oltre a ciò il sovrano aveva tutto l’interesse a mantenere la Chiesa francese più autonoma da Roma e maggiormente sotto il controllo della corona. Nel 1583 l’opera di mediazione di Castelli sembrava essere sul punto di raggiungere un buon compromesso che soddisfacesse sia la Santa sede sia il Re di Francia, ma l’opposizione del parlamento e la pressione dei protestanti fecero saltare l’accordo.
Il Castelli, in quanto uomo di grande integrità morale, non amava la vita di Corte: stanco per la lunga opera di mediazione e per gli insuccessi a livello diplomatico chiese più volte di essere reintegrato nella propria diocesi, ma il suo desiderio non fu esaudito. Morì a Sens, nella sede della nunziatura, il 27 agosto 1583.

## Opere
- Istituto dell’orazione da farsi ogni sera in ciascuna casa con tutta la famiglia, Rimini, 1576.
- Decreta generalia a I. B. Castellio, Piacenza, 1580.
- Decreta diocesanae synodi primae ariminensis a Rev. P. Dom. Ioan. Baptista Castellio, Dei et Apostol. Sedis gratia Arimini episcopo habitae, Rimini, 1593.